# Osenowec
Osenowec (bułg. Осеновец) – wieś w Bułgarii, w obwodzie Szumen, w gminie Wenec. W 2024 roku liczyła 458 mieszkańców.